# El Dorado - La città perduta
El Dorado - La città perduta (El Dorado) è una miniserie televisiva in due puntate del 2010.
In Italia è stata trasmessa in prima visione da Italia 1 il 6 e il 7 dicembre 2010.

## Trama
L'archeologo Jack Wilder  intraprende un viaggio molto avventuroso e pericoloso alla ricerca di El Dorado, la  città dell'oro della civiltà Inca, sepolta nell'intricata giungla amazzonica. Aiutato da Maria Martinez  e Gordon. Così Jack per riuscire a trovare la  città perduta decide di basarsi su indicazioni contenute in un'antica profezia. Ma questa ricerca interessa anche un misterioso soldato mercenario, il colonnello Sam Grissom, che fa parte dell'esercito peruviano. Purtroppo durante queste ricerche Jack cadrà in mano del colonnello. Fuggire da lui non sarà per niente facile...